# Idaea incalcarata
Idaea incalcarata is een vlinder uit de familie spanners (Geometridae). De wetenschappelijke naam is voor het eerst geldig gepubliceerd in 1913 door Chretien.
De soort komt voor in Europa.